# Ascarina solmsiana
Ascarina solmsiana är en tvåhjärtbladig växtart som beskrevs av Schlechter. Ascarina solmsiana ingår i släktet Ascarina och familjen Chloranthaceae. Utöver nominatformen finns också underarten A. s. grandifolia.